# Бренно
Бренно (пол. Brenno) — село в Польщі, у гміні Вієво Лещинського повіту Великопольського воєводства.
Населення — 1231 особа (2011).
У 1975-1998 роках село належало до Лешненського воєводства.

## Демографія
Демографічна структура станом на 31 березня 2011 року:
|          | Загалом | Допрацездатний вік | Працездатний вік | Постпрацездатний вік |
| -------- | ------- | ------------------ | ---------------- | -------------------- |
| Чоловіки | 636     | 161                | 426              | 49                   |
| Жінки    | 595     | 139                | 357              | 99                   |
| Разом    | 1231    | 300                | 783              | 148                  |